# عائلة الجينات الوراثية لمستقبلات البروتين الدهني منخفض الكثافة
لعائلة مستقبلات البروتين الدهني منخفض الكثافة (بالإنجليزية: Low-density lipoprotein receptor gene family) رموزأو شفرات جينية وراثية لفئة معينة لنواحي الهيكلية التكوينية ذات الصلة لمستقبلات سطح الخلية والتي تناسب تنوع الوظائف البيولوجية في مختلف الأجهزة والأنسجة أنواع الخلايا.
الدور الأكثر شيوعاً والمرتبط مع هذه العائلة القديمة التطورية هو حفظ توازن الكولسترول (أو الحفاظ على التركيز المناسب للكولسترول). في البشر، الكولسترول الزائد في الدم يتم التقاطها بواسطة البروتين الدهني منخفض الكثافة (LDL) والتي يتم إزالتها عن طريق الكبد عبر عملية إدخال خلوي (endocytosis)  بواسطة مستقبلات البروتين الدهني منخفض الكثافة (LDL receptor). الأدلة الأخيرة تشير إلى أن أعضاء عائلة الجينات الوراثية لمستقبلات البروتين الدهني منخفض الكثافة تعتبر نشطة، مساهمة في عملية نقل إشارات الخلية بين معظم، إذا لم يكن كل، الخلايا المتخصصة في العديد في الكائنات متعددة الخلايا.
هناك سبعة أعضاء لعائلة الجينات الوراثية لمستقبلات البروتين الدهني منخفض الكثافة في الثدييات، وهي:
- مستقبلات البروتين الدهني منخفض الكثافة (LDLR)
- مستقبلات البروتين الدهني المنخفضة جدا في الكثافة (VLDLR)
- مستقبلات البروتين الدهني منخفض الكثافة ذات الصلة بالبروتين 8 (ApoER2, أو LRP8)
- مستقبلات البروتين الدهني منخفض الكثافة ذات الصلة بالبروتين 4
- المعروف أيضا باسم عامل نمو البشرة المتعدد (EGF) الذي يحتوي على البروتين على المكرر (MEGF7)
- مستقبلات البروتين الدهني منخفض الكثافة ذات الصة بالبروتين 1
- مستقبلات البروتين الدهني منخفض الكثافة ذات الصة بالبروتين 1 فئة ب (1b)
- ميجلان أو Megalin.

## البروتينات البشرية التي تحتوي على هذا المجال
فيما يلي قائمة بالبروتينات البشرية التي تحتوي على مستقبلات البروتين الدهني منخفضة الكثافة:

### النوع أ (A)
C6; C7; 8A; 8B; C9; CD320; CFI;
CORIN; DGCR2; HSPG2; LDLR; LDLRAD2; LDLRAD3; LRP1; LRP10;
LRP11; LRP12; LRP1B; LRP2; LRP3; LRP4; LRP5; LRP6;
LRP8; MAMDC4; MFRP; PRSS7; RXFP1; RXFP2; SORL1; SPINT1;
SSPO; ST14; TMPRSS4; TMPRSS6; TMPRSS7; TMPRSS9 (serase-1B); VLDLR;

### النوع ب (B)
EGF; LDLR; LRP1; LRP10; LRP1B; LRP2; LRP4; LRP5;
LRP5L; LRP6; LRP8; NID1; NID2; SORL1; VLDLR;

## أنظر أيضا إلى
- مستقبلات البروتين الدهني منخفض الكثافة القابلة للذوبان-المرتبط بالبروتين (sLRP) - ذا الصلة بضعف الوظيفة المرتبط بمرض الزهايمر.

## الهيكل التكويني

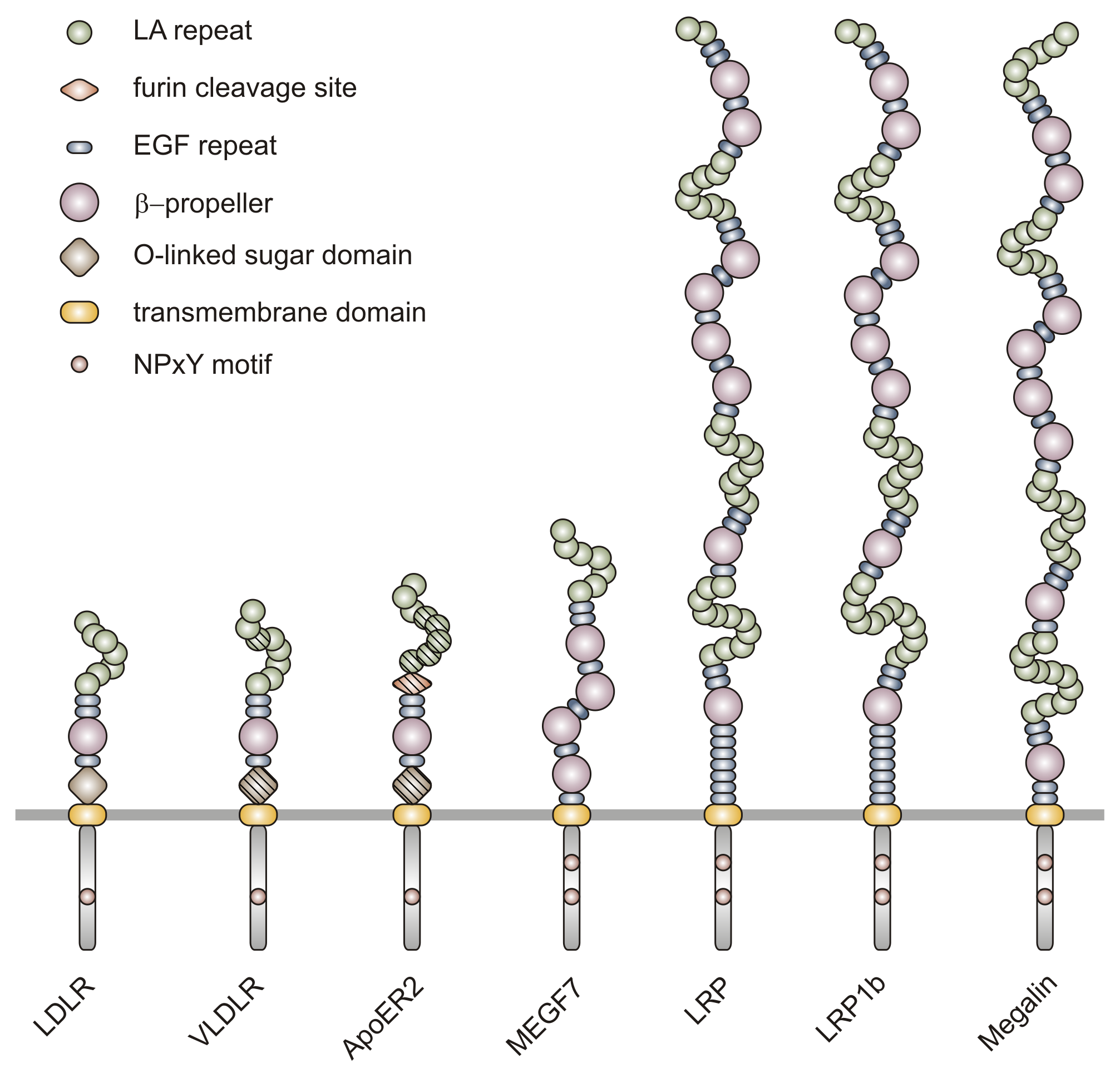
الهيكل التكويني لوحدات أفراد عائلة مستقبلات البروتين الدهني منخفض الكثافة. النطاقات التي تم رسمها و تصورها تختلف في الترابط وتحدث في بعض المستقبلات المتماثلة فقط

يتميزوا الأعضاء في عائلة مستقبلات البروتين الدهني منخفض الكثافة بمجالات وظيفية متميزة موجودة في أعداد مميزة. هذه الوحدات هي:
- مستقبلات البروتين الدهني منخفض الكثافة من النوع أ (LDL receptor type A (LA)) المكررة من 40 جزيء في كل منها، وعلى سطحها سالب الشحنة رابط ثلاثي الكبريتيد المستقر; ويعتقد أن نوع تكرار المجموعات المترابطة من الرأس إلى الذيل هي من يحدد مركبات الذي سوف يرتبط في التفاعلات;
- مستقبلات البروتين الدهني منخفض الكثافة من النوع ب المكررة (LDL receptor type B) ، المعروفة أيضا بمناطق مصادر أو مولدات EGF المتماثلة، المحتوية على المتكررات المشابهة لل EGF و YWTD beta propeller domains;
- نطاق النقل الغشائي، و
- المنطقة السيتوبلازمية مع الإشارة (أ) لاستيعاب المستقبلات عن طريق الحفر المغلفة، التي تحتوي على مجمع رباعي البيبتايد Asn-Pro-Xaa-Tyr (NPxY). هذا الذيل السيتوبلازمي يتحكم في كل من الالتقام الخلوي والإشارات المرسلة من خلال التفاعل مع نطاق ثلاثي الفوسفات المرتبط (PTB)  المحتوي على البروتين.

بالإضافة إلى هذه المجالات التي يمكن العثور عليها في جميع المستقبلات في العائلة الجينية، مستقبلات البروتين الدهني المنخفض الكثافة (LDL receptor) وبعض الأشكال المتماثلة من ApoER2 ومستقبلات البروتين الدهني المنخفض جدا في الكثافة (VLDLR) تحتوي على منطقة قصيرة والتي يمكن أن تحمل  O-linked glycosylation، المعروفة باسم مجال-O لارتباط السكر. وعلاوة على ذلك، ApoER2 يمكن أن يأوي موقع القطع أو التجزيء لإنزيم الفورين (furin) المجزيء للبروتينات بين التكرارات من نوع A ونوع B والتي تمكن من إنتاج جزيئات المستقبلات القابلة للذوبان عبر عملية التقطيع أو التقسيم المعالجة بوساطة إنزيم الفورين.

## روابط خارجية
- Schematic representation of the seven mammalian LDL receptor (LDLR) family members
- LDL receptor family members
  نسخة محفوظة 29 يوليو 2013 at Archive.is
- LDL+Receptors في المكتبة الوطنية الأمريكية للطب نظام فهرسة المواضيع الطبية (MeSH).